# Camarões nos Jogos Olímpicos de Verão de 2004
Camarões competiu nos Jogos Olímpicos de Verão de 2004, em Atenas, na Grécia.

## Medalhista

### Ouro
- Atletismo - Salto triplo feminino: Françoise Mbango Etone